# Jim (voornaam)
Jim is een jongensnaam, en is een afkorting van James, de Engelse variant van Jakob.

## Personen met de voornaam Jim
- Jim Bakkum, finalist van het televisieprogramma Idols en zanger
- Jim Carrey, een Amerikaanse acteur
- Jimmy Carter, een Amerikaanse president
- Jim Courier, een Amerikaanse tennisspeler
- Jim Davis, een Amerikaanse striptekenaar
- Jim Bob Duggar, Amerikaans politicus en televisiepersoonlijkheid
- Jim de Groot, een Nederlandse zanger en acteur
- Jim Henson, de bedenker van de Muppets
- Jim Justice, Amerikaans ondernemer en politicus
- Jimmy Montanero, een Ecuadoraanse voetballer
- Jim Morrison, de zanger van The Doors

## Tv-programma's met een Jim
- Earthworm Jim, een cartoon over een worm met superkrachten
- According to Jim, een Amerikaanse sitcom

- Jim
- Jim's Cove
- JimTV
- Jim (Arabische letter)
- Jim (geslacht)
- Jim (voornaam)
- Jim Abernethy
- Jim Acosta
- Jim Addison
- Jim Aernouts
- Jim Alder
- Jim Armstrong
- Jim Arness
- Jim Backus
- Jim Bakkum
- Jim Barnes
- Jim Barnes (basketballer)
- Jim Barnes (golfer)
- Jim Barnett
- Jim Bausch
- Jim Beach
- Jim Beaver
- Jim Bechtel
- Jim Beers
- Jim Beglin
- Jim Belushi
- Jim Black
- Jim Bludso
- Jim Bob Duggar
- Jim Bolger
- Jim Borst
- Jim Bowie
- Jim Bradbury
- Jim Brass
- Jim Brinkhof
- Jim Broadbent
- Jim Brown
- Jim Bryant
- Jim Butcher
- Jim Button
- Jim Calderwood
- Jim Cantamessa
- Jim Capaldi
- Jim Carlier
- Jim Carrey
- Jim Carter
- Jim Carter (acteur)
- Jim Caviezel
- Jim Cherry
- Jim Clark
- Jim Clark (autocoureur)
- Jim Clyburn
- Jim Cole
- Jim Cornette
- Jim Corr
- Jim Courier
- Jim Craig
- Jim Craig (ijshockeyer)
- Jim Crawford
- Jim Croce
- Jim Cronin
- Jim Crow
- Jim Crow-wetten
- Jim Crow (lettertype)
- Jim Crow (personage)
- Jim Crow Wetten
- Jim Crow wet
- Jim Crow wetten
- Jim Cruickshank
- Jim Cummings
- Jim Curwood
- Jim Cutlass
- Jim Dahl
- Jim Davidson
- Jim Davis
- Jim Davis (acteur)
- Jim Davis (striptekenaar)
- Jim DeMint
- Jim Deddes
- Jim Delligatti
- Jim Dhore
- Jim Diamond
- Jim Dine
- Jim Doman
- Jim Douglas
- Jim Douglas (jazzmusicus)
- Jim Douglas (museumdirecteur)
- Jim Douglas (politicus)
- Jim Doyle
- Jim Dreyer
- Jim Duggan
- Jim Ed Brown
- Jim Elder
- Jim Elliot
- Jim Enters
- Jim Farry
- Jim Ferrier
- Jim Filice
- Jim Fitzpatrick
- Jim Fitzpatrick (doorverwijspagina)
- Jim Fixx
- Jim Foley
- Jim Foley (persfotograaf)
- Jim Forest
- Jim Frater
- Jim Freid
- Jim Fullington
- Jim Furyk
- Jim Gaffigan
- Jim Gannon
- Jim Garrison
- Jim Geduld
- Jim Gibbons
- Jim Gilmore
- Jim Gilstrap
- Jim Gordon
- Jim Grabb
- Jim Gray
- Jim Greer
- Jim Grigoleit
- Jim Guthrie
- Jim Hall
- Jim Hall (coureur)
- Jim Hall (musicus)
- Jim Halpert
- Jim Halsey
- Jim Halsey (fictief personage)
- Jim Halsey (personage)
- Jim Hanks
- Jim Harrell
- Jim Harrison
- Jim Hartung
- Jim Hawkins
- Jim Henson
- Jim Henson Idea Man
- Jim Heuga
- Jim Hines
- Jim Hogg County
- Jim Hogg County (Texas)
- Jim Hok
- Jim Holmes
- Jim Holtgrieve
- Jim Horn
- Jim Hunt
- Jim Hunter
- Jim Hurtubise
- Jim Hutton
- Jim Hutton (Mercury)
- Jim Inhofe
- Jim Jansen
- Jim Janssen van Raaij
- Jim Janssen van Raay
- Jim Jarmusch
- Jim Jefferies
- Jim Jefferies (komiek)
- Jim Jeffries
- Jim Ji-young
- Jim Jones
- Jim Jones (rapper)
- Jim Jones (sekteleider)
- Jim Jordan
- Jim Justice
- Jim Kelly
- Jim Kelly (acteur)
- Jim Keltner
- Jim Kenney
- Jim Kerr
- Jim King
- Jim King (basketballer)
- Jim Kjelgaard
- Jim Knapp
- Jim Koller
- Jim Korderas
- Jim Lanigan
- Jim Larsen
- Jim Lea
- Jim Lee
- Jim Lee (comictekenaar)
- Jim Leighton
- Jim Leishman
- Jim Leon
- Jim Lightbody
- Jim Logan, U.S.A.
- Jim Long
- Jim Lovell
- Jim Lowe
- Jim Magilton
- Jim Mallet
- Jim Marrs
- Jim Marshall
- Jim Mayes
- Jim McCann
- Jim McCluskey
- Jim McDonagh
- Jim McGreevey
- Jim McGuinn
- Jim McNeely
- Jim McWithey
- Jim Messina
- Jim Messina (musicus)
- Jim Montgomery
- Jim Moody
- Jim Moody (acteur)
- Jim Moran
- Jim Moran (basketballer)
- Jim Moran (wielrenner)
- Jim Moriarty
- Jim Morisson
- Jim Morrison
- Jim Nabors
- Jim Neidhart
- Jim Neu
- Jim Nicholson
- Jim Nicholson (Noord-Iers politicus)
- Jim Norton
- Jim O'Rourke
- Jim Ochowicz
- Jim Pace
- Jim Packard
- Jim Parrack
- Jim Parsons
- Jim Paschal
- Jim Patterson
- Jim Patterson (voetballer)
- Jim Pepper
- Jim Peters
- Jim Piddock
- Jim Pirri
- Jim Pisarowicz
- Jim Pla
- Jim Plaskett
- Jim Plunkett
- Jim Polak
- Jim Pomeroy
- Jim Powers
- Jim Prior
- Jim Pugh
- Jim Rash
- Jim Ratcliffe
- Jim Rathmann
- Jim Redman
- Jim Reeves
- Jim Rhodes
- Jim Rigsby
- Jim Risch
- Jim Robinson
- Jim Rodgers
- Jim Rogers
- Jim Rogers (financieel analist)
- Jim Rogers (honkballer)
- Jim Root
- Jim Ross
- Jim Ryun
- Jim Santangeli
- Jim Sclavunos
- Jim Shea
- Jim Shea Jr.
- Jim Shea jr.
- Jim Shea sr.
- Jim Sheridan
- Jim Sieval
- Jim Speelmans
- Jim Stallings
- Jim Starlin
- Jim Steinman
- Jim Stewart
- Jim Stewart (Stax)
- Jim Stewart (producer)
- Jim Stolze
- Jim Sturgess
- Jim Stuurman
- Jim Stynes
- Jim Sullivan
- Jim Supangkat
- Jim Taihuttu
- Jim Terlingen
- Jim Thijs
- Jim Thomas
- Jim Thomas (scenarioschrijver)
- Jim Thomas (tennis)
- Jim Thomas (tennisser)
- Jim Thompson
- Jim Thompson (Silk Company)
- Jim Thompson (auteur)
- Jim Thompson (zakenman)
- Jim Thorpe
- Jim Thorpe (Pennsylvania)
- Jim Thorpe - All-American
- Jim Thorpe – All-American
- Jim True
- Jim True-Frost
- Jim Turnesa
- Jim Valentino
- Jim Van De Laer
- Jim Varney
- Jim Waites
- Jim Walsh
- Jim Walsh (basketballer)
- Jim Webb
- Jim Wehba
- Jim Wells County
- Jim Wells County (Texas)
- Jim Williams
- Jim Yong Kim
- Jim and The Lords
- Jim benignus
- Jim cole
- Jim cummings
- Jim de Booy
- Jim de Groot
- Jim de Groot (acteur)
- Jim kjelgaard
- Jim sieval
- Jim ten Boske
- Jim van Alst
- Jim van Fessem
- Jim van Notten
- Jim van Os
- Jim van der Woude
- Jim van der Zee
- Jimalalud
- Jimani
- Jimaní
- Jimbar
- Jimbaran
- Jimbaran (Bandungan)
- Jimbaran (Kayen)
- Jimbaran (Kuta Selatan)
- Jimbaran (Margorejo)
- Jimbaran Kulon
- Jimbaran Wetan
- Jimbe
- Jimbe (Jenangan)
- Jimbe (Kademangan)
- Jimbo
- Jimbo (computerspel)
- Jimbo (videospel)
- Jimbo Jones
- Jimbo Kern
- Jimbo Wales
- Jimboiet
- Jimbolia
- Jimbung
- Jimbung (Kalikotes)
- Jimbung (Kedungtuban)